# Černice (zámek)
Černice, také Černický zámeček nebo Hvězda, jsou barokní zámeček (kulturní památka) na území obce Sudoměřice u Bechyně, na okraji přírodní památky Černická obora (na území stejnojmenného přírodního parku).

## Historie
Zámeček byl vystavěn v letech 1765 až 1766. Stavebníkem by kníže Václav Paar, stavitelem byl Jan Josef Wirch.

## Popis
Architekt Wirch zde uplatnil zajímavou půdorysnou dispozici – na centrální šestibokou část stavby, ve které je velký sál, navazují tři obdélníková křídla, takže celá stavba má tvar trojcípé hvězdy. Proto se zámečku někdy říká "Hvězda". Nad vchodem do budovy je letopočet 1766 (rok dokončení stavby) a erb rodiny Paarů.